# Прері-Фарм (Вісконсин)
Прері-Фарм (англ. Prairie Farm) — селище (англ. village) в США, в окрузі Беррон штату Вісконсин. Населення — 494 особи (2020).

## Географія
Прері-Фарм розташоване за координатами 45°14′11″ пн. ш. 91°58′48″ зх. д. / 45.23639° пн. ш. 91.98000° зх. д. (45.236352, -91.980030).  За даними Бюро перепису населення США в 2010 році селище мало площу 2,59 км², з яких 2,50 км² — суходіл та 0,09 км² — водойми.

## Демографія
Згідно з переписом 2010 року, у селищі мешкали 473 особи в 201 домогосподарстві у складі 114 родин. Густота населення становила 183 особи/км².  Було 227 помешкань (88/км²).
Расовий склад населення:
| - 98,5 % — білих - 0,2 % — корінних американців |

До двох чи більше рас належало 0,4 %. Частка іспаномовних становила 2,1 % від усіх жителів.
За віковим діапазоном населення розподілялося таким чином: 21,1 % — особи молодші 18 років, 55,4 % — особи у віці 18—64 років, 23,5 % — особи у віці 65 років та старші. Медіана віку мешканця становила 44,9 року. На 100 осіб жіночої статі у селищі припадало 84,8 чоловіків;  на 100 жінок у віці від 18 років та старших — 80,2 чоловіків також старших 18 років.
Середній дохід на одне домашнє господарство  становив 50 942 долари США (медіана — 31 538), а середній дохід на одну сім'ю — 71 947 доларів (медіана — 51 875). Медіана доходів становила 43 250 доларів для чоловіків та 22 917 доларів для жінок. За межею бідності перебувало 18,0 % осіб, у тому числі 22,9 % дітей у віці до 18 років та 27,0 % осіб у віці 65 років та старших.
Цивільне працевлаштоване населення становило 228 осіб. Основні галузі зайнятості: освіта, охорона здоров'я та соціальна допомога — 25,0 %, виробництво — 17,1 %, будівництво — 14,9 %, роздрібна торгівля — 13,2 %.